# Мусоросжигательный завод (Вильчак, Познань)
Мусоросжигательный завод (пол. Spalarnia śmieci na Wilczaku) — бывший мусоросжигательный завод, промышленный и исторический памятник, располагающийся в познанском районе Вильчак, Польша. В конце 1944 года немецкие оккупационные власти использовали мусоросжигательный завод на улице Вильчак для сжигания останков около двадцати тысяч умерших и расстрелянных заключённых концентрационного лагеря Форта VII, которые во время оккупации Познани с 1939 по 1944 гг. были погребены в нескольких больших ямах в районе озера Русалка.

## История
Мусоросжигательный завод в Познани был разработан архитектором Станиславом Киркиным. Открытие завода состоялось 4 декабря 1927 года. Здание мусоросжигательного завода из красного кирпича с двухскатной крышей в то время было одним из первых подобных заводов в Центральной Европе. Печи были установлены английской фирмой Heenan & Froude. Зола, получаемая при сжигании мусора, использовалась для производства удобрения, тротуарной плитки и канализационных труб.
В течение II Мировой войны немецкие оккупационные власти хоронили в районе озера Русалка, располагающегося около Познани, тела умерших и расстрелянных заключённых Форта VII и Гестапо. В конце 1944 года останки около двадцати тысяч человек были выкопаны и сожжены на заводе.
Завод значительно пострадал во время взятия Познани советскими войсками. В 1955 году завод был восстановлен и действовал до 1957 года, когда он был закрыт по экономическим причинам. С тех пор помещения завода сдаются до настоящего времени различным коммерческим и культурным учреждениям.